# 冨山晋司
冨山 晋司（とみやま しんじ、1981年5月12日 - ）は、日本のバスケットボール指導者である。東京都出身。

## 人物
立教大学2年時より都内の小中学校でコーチとして指導に当たる。
2009年、日本から米独立リーグIBLに参戦するニッポン・トルネードのコーチを務めた後、bjリーグ、東京アパッチのアシスタントコーチに就任。
2010-11シーズンはbjリーグアカデミーでサポートコーチを務め、2012-13シーズンは岩手ビッグブルズのACに就任するが、前任者の解任のためヘッドコーチ代行として残りのシーズンで指揮を執った。
2012年、千葉ジェッツHCに就任。
2013年、新リーグNBLに参入する熊本ヴォルターズACに就任。
2014年、トヨタ自動車アルバルク東京（現：アルバルク東京）ACに就任。
2018年、大阪エヴェッサACに就任。
2019年、大阪エヴェッサアシスタントゼネラルマネージャー兼アナライジングディレクターに就任。2021年6月30日に契約満了。
大阪退団後、日本バスケットボール協会のテクニカルスタッフを務めている

## 記録
ヘッドコーチ成績
| チーム | シーズン         | 試合 | 勝 | 負 | 勝率% | 成績  | PO試合 | PO勝 | PO負 | PO勝率% | 結果 |
| ------ | ---------------- | ---- | -- | -- | ----- | ----- | ------ | ---- | ---- | ------- | ---- |
| 岩手   | bjリーグ 2011-12 | 26   | 12 | 14 | .462  | 東7位 | -      | -    | -    | -       | 15位 |
| 千葉   | bjリーグ 2012-13 | 52   | 26 | 26 | .500  | 東6位 | 3      | 1    | 2    | .333    | 9位  |